# Dekanat Ernstbrunn
Dekanat Ernstbrunn – jeden z 16 dekanatów rzymskokatolickiej wchodzących w skład wikariatu Unter dem Manhartsberg archidiecezji wiedeńskiej w Austrii. W jego skład wchodzi 17 parafii.

## Lista parafii
| Lp. | Miejscowość                      | Parafia                                           | Kościół                                                                  | Grafika |
| --- | -------------------------------- | ------------------------------------------------- | ------------------------------------------------------------------------ | ------- |
| 1   | Asparn an der Zaya               | Parafia św. Pankracego                            | Kościół św. Pankracego w Asparn an der Zaya                              |         |
| 2   | Eichenbrunn                      | Parafia św. Kolomana                              | Kościół św. Kolomana w Eichenbrunn                                       |         |
| 3   | Ernstbrunn                       | Parafia Najświętszej św. Marcina z Tours          | Kościół św. Marcina z Tours w Ernstbrunn                                 |         |
| 4   | Ernstbrunn-Gnadendorf            | Parafia w Ernstbrunn-Gnadendorf                   | Kościół w Ernstbrunn-Gnadendorf                                          |         |
| 5   | Grafensulz                       | Parafia św. Idziego                               | Kościół św. Idziego w Grafensulz                                         |         |
| 6   | Großrußbach                      | Parafia św. Walentego                             | Kościół św. Walentego w Großrußbach                                      |         |
| 7   | Ladendorf-Herrnleis              | Parafia św. Mikołaja                              | Kościół św. Mikołaja w Ladendorf-Herrnleis                               |         |
| 8   | Großrußbach-Karnabrunn           | Parafia Trójcy Przenajświętszej                   | Kościół Trójcy Przenajświętszej w Großrußbach-Karnabrunn                 |         |
| 9   | Ladendorf                        | Parafia św. Andrzeja                              | Kościół św. Andrzeja w Ladendorf                                         |         |
| 10  | Ernstbrunn-Maisbirbaum           | Parafia św. Barbary                               | Kościół św. Barbary w Ernstbrunn-Maisbirbaum                             |         |
| 11  | Ernstbrunn-Merkersdorf           | Parafia św. Jakuba Starszego                      | Kościół św. Jakuba Starszego w Ernstbrunn-Merkersdorf                    |         |
| 12  | Asparn an der Zaya-Michelstetten | Parafia św. Wita                                  | Kościół św. Wita w Asparn an der Zaya-Michelstetten                      |         |
| 13  | Ladendorf-Niederleis             | Parafia Wniebowstąpienia Najświętszej Maryi Panny | Kościół Wniebowstąpienia Najświętszej Maryi Panny w Ladendorf-Niederleis |         |
| 14  | Ernstbrunn-Oberleis              | Parafia św. Maurycego                             | Kościół św. Maurycego w Ernstbrunn-Oberleis                              |         |
| 15  | Ernstbrunn-Pyhra                 | Parafia Najświętszego Ciała Chrystusa             | Kościół Najświętszego Ciała Chrystusa w Ernstbrunn-Pyhra                 |         |
| 16  | Ernstbrunn-Simonsfeld            | Parafia św. Marcina z Tours                       | Kościół św. Marcina z Tours w Ernstbrunn-Simonsfeld                      |         |
| 17  | Wenzersdorf                      | Parafia Zwiastowania Najświętszej Maryi Panny     | Kościół Zwiastowania Najświętszej Maryi Panny w Wenzersdorf              |         |